# Kürten
Kürten (в России известна как The Kürtens) — шведская группа, известная в России сотрудничеством с Василием К. в 1999—2003 гг. Группа названа по имени немецкого серийного убийцы Петера Кюртена, известного также как «Монстр из Дюссельдорфа».

## История
Группа Kürten была образована в Векшё в 1991 году. Их последний концерт состоялся на фестивале в Мальмё в 2003 году. На протяжении многих лет Kürten гастролировали в Швеции с серией концертов, музыкальных спектаклей, особенно в Малом театре в Лунде, выпустили несколько дисков, а также совершили несколько поездок в Россию совместно с рок-музыкантом Василием К. В июне 2002 года группа приняла участие в прямом эфире программы Александра Плющева «Серебро» на «Эхе Москвы».
После 2003 года Адам Перссон занимается своим сольным минималистским музыкальным проектом Kafe Klingsor. Давид Олауссон работает в составе группы Cosmasia Kraft. Музыканты по отдельности продолжают сотрудничество с Василием. В частности, 16 декабря 2006 года Василий К. и Адам Перссон дали совместный концерт в клубе Манхэттен (Санкт-Петербург). Кроме того, в 2005 году вышел альбом «Сломскудаск», записанный в период с 2000 по 2005 год Василием К. совместно с Kürten в Лунде.

## Василий К. про сотрудничество с Kürten
Я забрёл на какой-то сборный концерт. На сцену вылез какой-то «Kürten». Я пошёл было за пивом, но моё внимание привлёк их фронтмэн (Адам, как я узнал позже). Он выглядел как полковой барабан, то есть был раскрашен в красные и чёрные клинышки. Когда они начали играть, мне расхотелось идти за пивом и вообще куда-нибудь.
Не знаю, как объяснить — я сразу почувствовал, что эти люди СВОБОДНЫ. От всей этой херни со стилями, современностью, профессионализмом и всем таким прочим. А когда человек свободен, у него отпадает необходимость врать. Я верил каждому звуку, который они извлекали из тех вещей, на которых играли (в основном это был разного рода металлолом).
Потом я каким-то образом пересёкся с Адамом — он пришёл поиграть на перкуссии с той командой, с которой я вошкался тогда, от нас как раз ушёл очередной барабанщик. Меня впечатлил душевный класс этого человека — у него потрясащая харизма, он порой действует на меня, как прозак. После одной из репетиций мы пошли на совместную пьянку, там я познакомился с Мартином и Давидом. Ну, туды-сюды, Стакан велик, песни на гитаре (хотя у них это куда менее популярно, чем у нас), чего я там распевал? REM, казацкие, чего-то своё даже… В общем, через пару дней, как раз когда мой бодун соизволил убраться на хер и позволил мне опять общаться с народом, Адам позвонил и предложил поджемовать.

«Когда мы начали, роли как-то сами собой распределились таким образом, что Давид оказался за барабанами, Мартин брался то за бас, то за клавиши, а Адаму досталась гитара. Никто из них не являлся специалистом в вышеназванных инструментах. У меня почти сразу появилось и стало расти чувство, что это не какой угодно обычный джем. Через некоторое время чувство позволило себя сформулировать — эти люди не извлекали ни одного неправильного звука. Я не имею в виду какой-то формальный профессионализм, но тут явно присутствовал профессионализм духа, каждый из них знал, что он хотел услышать и что мог произвести.»

К моему огромному сожалению, группы kürten сейчас практически не существует. Мне кажется, они прежде всего сами виноваты в том, что они не существуют, потому что можно было чуток попиариться и попромотиться всё-таки. Оно того стоило. А так их естественная неординарность даже для Швеции довольно экстремального толка совместилась с отсутствием каких-то движений в каком-либо направлении, а только репетировать да записываться — кому угодно надоест. Барабанщика им было не найти, видите ли.

## Состав
- Адам Перссон (Adam Persson)
- Давид Олауссон (David Olausson)
- Мартин Юрт (Martin Hjorth)

## Дискография

### Альбомы, вышедшие в Швеции
- 1993 — Years
- 1993 — Siddhartha
- 1996 — Ep
- 1998 — Inspelningar från ett källarhål 1.
- 1998 — Ta ut
- 2001 — Vassily K and the kürtens (в России известен как двойной альбом, состоящий из альбомов «8» и «Отец Василий & The Kürtens»)
- 2001 — Pulvermän (сингл)
- 2001 — Blåsippor och lok (сингл)
- 2002 — Gå Kürten gå
- 2003 — Vassily K. och de förenklade (сборник песен Василия К)
- 2003 — Orgellåtarna

### Василий К. & The Kürtens
- 2001 — «Отец Василий & The Kürtens» 2CD
- 2003 — «Массаракш»
- 2003 — «Мы — все!»
- 2004 — «Г. О. С.»
- 2005 — «Сломскудаск»